# شیرین نشاط
شیرین نشاط (زاده ۶ فروردین ۱۳۳۶ در قزوین)، هنرمند عکاس و فیلم‌ساز ایرانی معاصر است. او برندهٔ تندیس شیر نقره‌ای جشنواره فیلم ونیز به عنوان بهترین کارگردان به‌خاطر فیلم زنان بدون مردان است. شیرین نشاط هم‌اکنون در نیویورک زندگی می‌کند.

## زندگی‌نامه
شیرین نشاط در قزوین در خانواده‌ای تحصیل کرده زاده شد. شیرین در سال ۱۳۵۳ برای ادامه تحصیل به آمریکا رفت و در دانشگاه کالیفرنیای برکلی به تحصیل هنر پرداخت. او در طول دهه ۱۹۸۰ میلادی مدیر شرکت نمایشگاه هنر و معماری نیویورک بود. در این دوره او با برگزاری نمایشگاه‌هایی مانند Werchitecture، عکس‌های ساختمان‌های آسیب دیده در سارایوو به تحلیل نقش جنسیت در تعیین فضاها (و برعکس) معناهای فضای فیزیکی پرداخت، موضوعی که به همهٔ فیلم‌های او راه یافت.
او در سال ۱۹۹۰ که برای نخستین بار به ایران بازگشت، تحت تأثیر تغییرات بنیادی در کشور تصمیم گرفت به ثبت دریافت‌هایش از این تغییرات، به‌ویژه دربارهٔ وضع زنان بپردازد. او رشته عکس‌های «زنان الله» را به این علت تهیه کرد. او در این عکس‌ها که خود در آنها نقش‌آفرینی می‌کرد، با کنار گذاشتن کلیشه‌های رایج دربارهٔ زن مسلمان، به بررسی موضوع شهادت در اسلام پرداخت. در سال‌های بعد او سه چیدمان ویدئویی سیاه و سفید به نام‌های «عصیانگر» (۱۹۹۸)، «جذبه» (۱۹۹۹) و «اشتیاق» (۲۰۰۰) ساخت. این سه‌گانه به موضوع پویایی رابطهٔ زن و مرد در جوامع اسلامی می‌پردازد. او به گفتهٔ خودش در این فیلم‌ها با قرار دادن موضوع در بافتی جدید و درون بافتی فلسفی و شاعرانه، به واسازی آن می‌پردازد.
در سال ۲۰۰۱ فیلیپ گلاس آهنگساز آمریکایی از او خواست فیلمی بسازد که او برای آن آهنگ بسازد. شیرین نشاط تحت تأثیر مشاهده تصاویر تلویزیونی برخوردهای فلسطینی‌ها و سربازان اسرائیلی، فیلم رنگی یازده و نیم دقیقه‌ای «گذرگاه خمیده»، را ساخت که با موسیقی گلاس همراه شد. در همین سال او چیدمان سیاه و سفید ویدئویی دیوانه را دربارهٔ جدایی و شور، و نبض را دربارهٔ هویت‌های خصوصی و عمومی ساخت. از آثار دیگر او می‌توان از یک اثر تلفیقی بر مبنای مثنوی منطق‌الطیر عطار نام برد.
آثار نشاط دارای ریشه بومی از زندگی و جامعه ایران است و به‌ویژه آثار فراوانی پیرامون زندگی و موقعیت زنان ایرانی خلق کرده‌است. او در آثار خود از نقوش زنانه که زنان ایرانی با آنها تأثرات روحی‌شان را به صورت شعر بر کف دست و پای خود نقش می‌کنند استفاده می‌کند. شیرین نشاط به خصوص در آلمان چهره شناخته شده‌ای است. وی، پس از پرستو فروهر، دومین زن ایرانی است که آثارش توانسته به موزه هنرهای معاصر برلین راه یابد. این در حالی است که بسیاری از سرشناس‌ترین نقاشان و هنرمندان اروپا و آمریکا هنوز در این کار موفق نشده‌اند.

## سبک هنری
شیرین نشاط در آثار خود به‌ویژه از اواخر دهه ۱۹۹۰، با تمرکز بر موضوعاتی مانند هویت زن مسلمان، تبعید، شکاف فرهنگی شرق و غرب، و تضادهای درونی، تلاش می‌کند روایت‌های غالب از زن ایرانی در نگاه جهانی را به چالش بکشد. مجموعه عکس‌های معروف او مانند زنان الله (Women of Allah) با استفاده از ترکیب نمادهایی مانند چادر، اسلحه، خوشنویسی فارسی و نگاه مستقیم سوژه‌ها، میان مخاطب و معنا یک تنش مفهومی ایجاد می‌کنند. منتقدان این مجموعه را واکنشی پیچیده به تجربه تبعید، نگاه خاورشناسانه (اورینتالیستی)، و تقابل میان سنت و مدرنیته دانسته‌اند.<ref>https://digicenter.ir/blog/shirin-neshat-a-creative-artist-with-a-deep-look-at-identity-and-femininity/</ref>

## رخدادها
- خانهٔ چشمان من، به کیوریتوری دینا ناصر خدیو، مرکز هنری یارات، باکو ۱۳۹۳[۶]

## جوایز
- شیرین نشاط در سال ۱۹۹۹ برنده جایزه بین‌المللی ۴۸امین دوسالانه ونیز (یک شیر طلایی) شد.[۳][۷]
- شیرین نشاط برای کارگردانی فیلم زنان بدون مردان، در سال ۲۰۰۹ میلادی در شصت و ششمین جشنواره بین‌المللی فیلم ونیز تندیس شیر نقره‌ای بهترین کارگردانی را برد.[۸] فیلم زنان بدون مردان بر پایه رمانی به همین نام از شهرنوش پارسی‌پور، نویسنده ایرانی ساخته شده‌است.[۹]
- در جلسه سال ۲۰۱۴ مجمع جهانی اقتصاد وی به عنوان یکی از سه راهبر فرهنگی اثرگذار سال به سخنرانی پرداخت.[۱۰][۱۱] در این سخنرانی وی خطاب به رئیس‌جمهور وقت ایران، حسن روحانی، پیامی در حمایت ارتقای جایگاه فرهنگی ایران و هنرمندان قرائت کرد.[۹]

او هم‌اکنون در حال ساخت فیلمی دربارهٔ زندگی ام کلثوم، خواننده نامدار عرب، است. فیلمبرداری فیلم او در پاییز سال ۲۰۱۳ میلادی در مصر آغاز شد. نشاط به عنوان کارگردان امیدوار است که بودجه فیلم از کشورهای عربی خاورمیانه تأمین شود.

## آثار

### فیلم‌ها
- ۲۰۲۱ - سرزمین رؤیاها
- ۲۰۱۷ - در جستجوی ام کلثوم
- ۲۰۰۹ - زنان بدون مردان (نخستین فیلم بلند داستانی شیرین نشاط[۱۳])
- ۲۰۰۵ - زرین /با بازی بهروز وثوقی
- ۲۰۰۴ - مهدخت
- ۲۰۰۳ - واپسین واژه
- ۲۰۰۲ - اشتیاق
- ۲۰۰۲ - دیوانه
- ۲۰۰۲ - طوبا
- ۲۰۰۲ - منطق‌الطیر
- ۲۰۰۱ / ۲۰۰۲ - گذرگاه خمیده
- ۲۰۰۰ - تک‌گویی
- ۱۹۹۹ - جذبه
- ۱۹۹۸ - متلاطم
- زنان الله
- اوج